# Torrepaduli
Torrepaduli (Turre in Dialetto Salentino) è una frazione di Ruffano, comune italiano della provincia di Lecce.
Dista meno di un chilometro dal capoluogo comunale e circa 48 km da Lecce.

## Etimologia
Come evoca lo stemma del paese, il nome deriva dalla presenza di tre torrioni, sebbene altre ipotesi suggeriscano la presenza, in epoca antica, di un'unica torre-fortezza. Il suffisso dialettale paduli si riferisce alla limacciosità del territorio, in passato la zona circostante ospitava una palude. In dialetto salentino Torrepaduli viene chiamata Turre.
Le torri avevano un triplice scopo: 1) sostenere l'urto delle incursioni barbaresche; 2) far da vedetta alle vie per Cutrofiano, Ugento e Gallipoli; 3) offrire asilo alle popolazioni sparse per la campagna circostante, esposte alle scorrerie dei predoni, accampate, quasi permanentemente, sulla serra di Supersano e nella fitta boscaglia di Belvedere. Invero, c'è pure chi sostiene la tesi dell'esistenza fin dal IX-X secolo di una sola torre, intorno alla quale, successivamente, sarebbe sorto il casale detto Torre de Padula. Delle antiche torri, o della torre, non resta più alcuna traccia.

## Storia
Le vicende storiche dell'antica Torre de Padula o Torre della Padula sono per buona parte legate a quelle di Ruffano, di cui l'odierna Torrepaduli è Frazione.
Nel 1272 troviamo il piccolo feudo di Torrepaduli in testa a Tommaso II d'Aquino e nel 1292 al figlio Adenolfo, conte di Acerra e Ugento, che lo perde per fellonia, forse perché di parte sveva, nel 1293. Carlo II d'Angiò cede Torrepaduli al figlio Filippo, con diploma del 4 febbraio 1293, col titolo di principe. Nel 1380 il feudo passa a Carlo Ruffo e successivamente al principe di Taranto Raimondo Orsini Del Balzo, alla cui morte (1406) viene ceduto in dono dalla moglie Maria d'Enghien, contessa di Lecce, ai Padri della Bosnia che gestivano in quell'epoca l'Ospedale di S. Caterina in Galatina.
Risposatasi e divenuta regina di Napoli, Maria d'Enghien lo porta in dote al marito re Ladislao di Durazzo, che lo cede al suo Ciambellato Pietro Hugot, di origine francese. Passa quindi, nel 1443, allo spagnolo Giacomo della Ratta, figlio di Francesco e d'Isabella d'Artois. Ma i Padri Olivetani di Galatina, succeduti ai Padri della Bosnia nella gestione dell'Ospedale di S. Caterina, ne rivendicano il possesso ed ottenutolo lo vendono al patrizio gallipolitano Giovanni Vincenzo Sergio, dal quale passa alla famiglia Pirelli, pure gallipolitana, e quindi alla famiglia galatinese Cavazza o Cobazio. 
Nel 1485 re Ferdinando I di Napoli infeudo Giovanni Castriota, figlio di Giorgio, con le terre di San Pietro in Galatina e Soleto col titolo di duca e conte. Più tardi egli ebbe la giurisdizione criminale sulle terre di Torrepaduli, Bagnolo e Aradeo.
Sul calare del '500 il feudo è in testa al patrizio leccese Girolamo Balduino, che nel 1597 lo vende per 3-8.000 ducati, con parte del feudo di Cardigliano, al neretino Gio.
Ferdinando delli Falconi (de Falconibus), che all'epoca era feudatario di Ruffano. Da questo momento nasce il feudo nobile di "Ruffano, Torrepaduli e Cardigliano", uno tra i più grossi feudi del Salento, ambito dalle famiglie più potenti; ed è pure da questo momento che la piccola splendida e gloriosa Torrepaduli sarà fagocitata dalla vicina e più grossa Ruffano. La triste fama di Ferdinando delli Falconi spinge i torresi, una volta divenuti vassalli del temuto Barone, ad associarsi ai ruffanesi, che già nel 1596 avevano presentato una supplica al Sacro Regio Consiglio contro i soprusi del Barone (Sacrae Regiae Maiestati = Supplicantur humiliter pro parte Universitatis, et nominum Terrae Ruffiani Provintiae Terrae Ydrunti Fidelium Vestrae Maiestatis, dicentium, qual iter Magnificus Ferdinandus de Falconibus utilis dominus dictae terrae Ruffiani..). Le lagnanze dei cittadini, esposte in ben 39 articoli, vertevano su vari argomenti. In particolare, i cittadini lamentavano che il Barone si ingeriva nell'amministrazione della giustizia, demandata invece al capitano addetto a tale ufficio e che l'amministrava per conto di altro Barone, essendo, appunto, la giustizia civile e criminale nel feudo di Ruffano avulsa dal potere del feudatario locale. Lamentavano quindi che il Barone teneva il carcere criminale dentro al castello dove abitava, vietando così a chiunque di portare del vibo ai carcerati senza licenza dei suoi servitori. Lamentavano ancora i soprusi del Barone e dei suoi ufficiali che facevano pascolare "pecore, capre, porci, buoi" ed altri animali di loro proprietà nelle terre dei privati cittadini, con grande danno per le colture. La supplica, in massima parte accolta dal Sacro Regio Consiglio, fu pubblicata poi in Lecce, per i torchi degli eredi di Pietro Micheli, nel 1693 col titolo di DECRETA S.R.C. IN FAVOREM UNIVERSITATIS RUFFANI CONTRA BARONEM DICTAE TERRAE = EXTRACTA IN ANNO 1596. Nel 1641 Filippo IV Re di Spagna e Duca di Milano nomina Carlo Rocco, Nobile Napoletano del Seggio di Montagna, Principe di Torre della Padula (oggi Torrepaduli) per i meriti militari suoi e della sua famiglia a capo delle truppe spagnole nel ducato di Milano. I Rocco tuttavia, come è noto, non presero mai possesso del principato nella lontana Terra di Otranto, perché già largamente impegnati nelle loro vaste proprietà nella cosiddetta  Insula Casoriana dei Rocco di Torrepadula, ad una manciata di chilometri da Napoli. Nel 1806 con l'eversione della feudalità e la soppressione delle Università diviene comune autonomo, soppresso con regio decreto del 1853 e aggregato al comune di Ruffano.

## Monumenti e luoghi d'interesse
La Chiesa dell'Immacolata, sita nel centro storico del borgo, risale al Cinquecento. Di particolare interesse è il Santuario di San Rocco, per i suoi affreschi, anch'essi risalenti al Cinquecento.

## Cultura

### Eventi

#### Festa di San Rocco

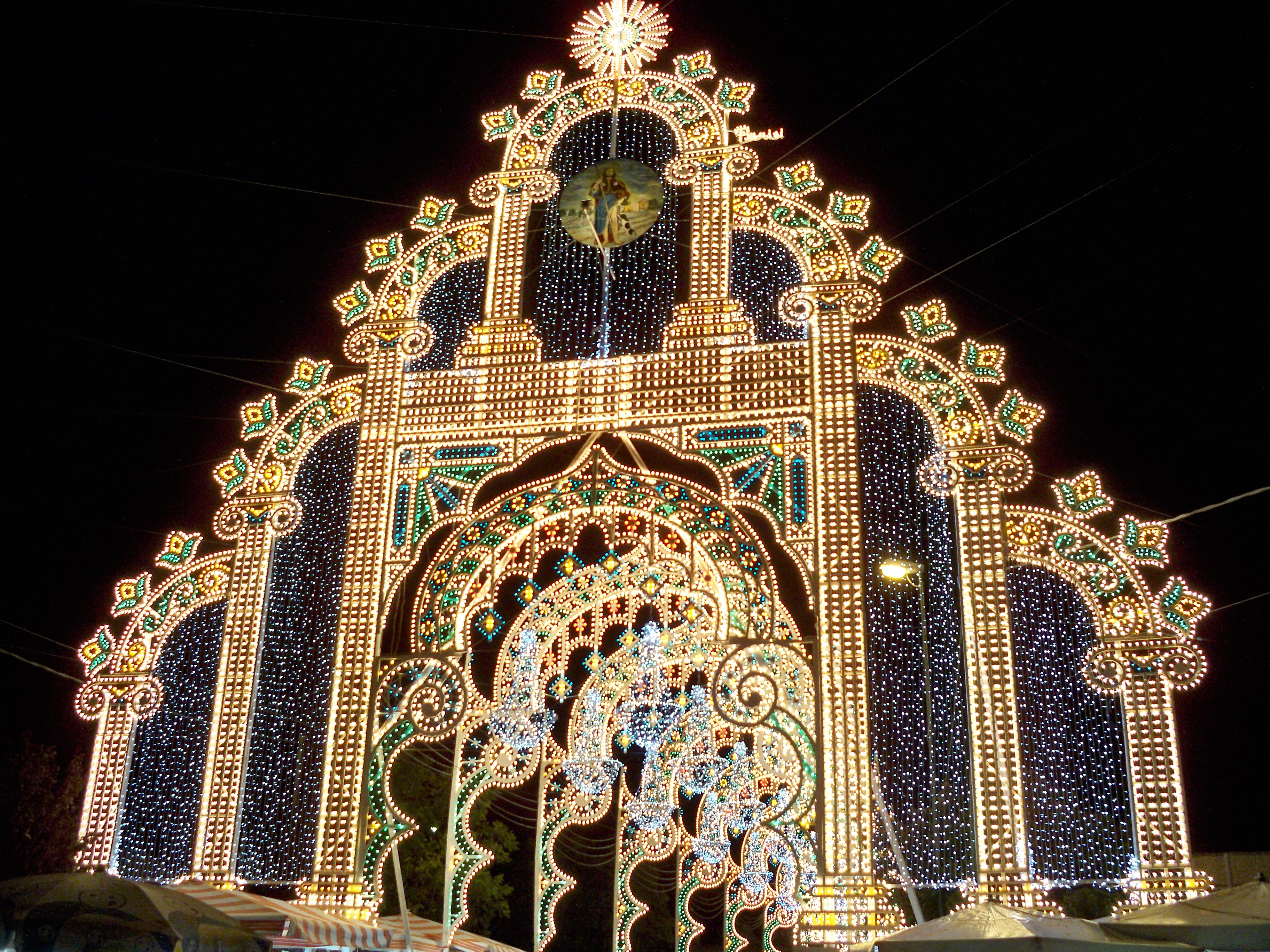
Luminarie della festa di San Rocco

La festa di San Rocco è una tradizionale festività di Torrepaduli, che si tiene il 16 agosto di ogni anno, caratterizzata sia dal punto di vista religioso che dal punto di vista della tradizione che dalla fiera annessa alla festa.
L'importanza della festa di San Rocco ha avuto un riconoscimento sia a livello regionale che a livello provinciale. Questa festa è molto sentita nel Salento ed ogni anno vi affluiscono diverse migliaia di persone, anche da fuori provincia e regione, creando non pochi disagi logistici.
Una delle più note manifestazioni che c'è in questo giorno è la danza delle spade, un tipo particolare di pizzica detta pizzica scherma. La danza, caratterizzata per la sua improvvisazione in ronde più o meno grandi al cui interno ci sono gli sfidanti che simulano un duello danzante che fino a non molto tempo si faceva con i coltelli (da cui le spade) e che oggi sono semplicemente rievocati con le dita, accompagnati a ritmo di pizzica dal suono dei tamburelli e da altri strumenti, come nacchere, fisarmoniche e violini dei poveri. Molto importante è anche la fiera, di antica ascendenza; una volta molto importante quella del bestiame, fatta essenzialmente da mercanti zingari, oggi pressoché scomparsi. Essa si svolge nelle strade del paese, ed è sempre parecchio affollata. Bisogna comunque dire che delle 4 pizziche esistenti (Pizzica tarantata , Pizzica scherma malandrina, Pizzica scherma zingara, Pizzica Pizzica o Pizzica tu core) 3 sono nate a Torrepaduli (Pizzica scherma malandrina, Pizzica scherma zingara, Pizzica Pizzica o Pizzica tu core).